# Pathé News

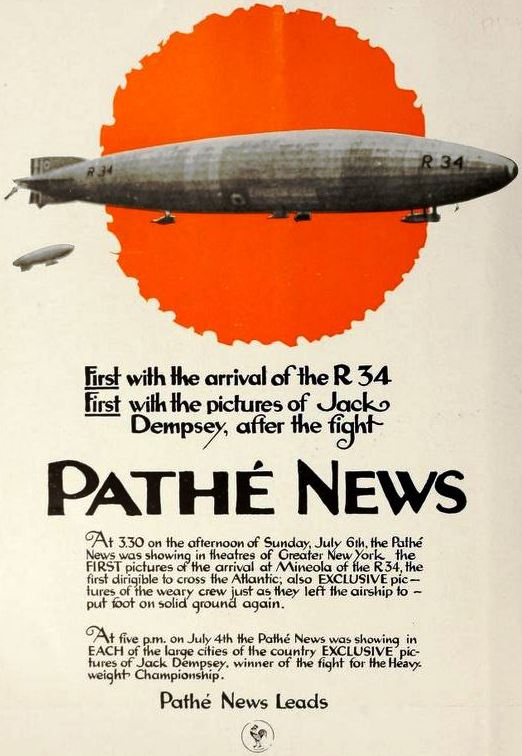
Reklame für Pathé News (1919)

Pathé News war ein Produzent von Wochenschauen und Dokumentarfilmen, der von 1910 bis 1970 im Vereinigten Königreich tätig war. Ihr Gründer, Charles Pathé, war ein Pionier des bewegten Bildes in der Stummfilmzeit. Das Archiv von Pathé News ist heute unter dem Namen British Pathé bekannt. Seine Sammlung von Nachrichten- und Spielfilmen ist vollständig digitalisiert und online verfügbar. Es verfügt über 85.000 historische Filmdokumente aus den Jahren 1896 bis 1978. British Pathé betreibt auch einen Online-Abrufdienst namens British Pathé TV, welcher sich an ein spezialisiertes Publikum richtet.

## Geschichte
Die Wurzeln von Pathé News  liegen im Jahr 1896 in Paris, als die Société Pathé Frères von Charles Pathé und seinen Brüdern gegründet wurde, die Pionierarbeit bei der Entwicklung des bewegten Bildes leisteten. Charles Pathé übernahm das französische Staatswappen, den Hahn, als Markenzeichen für sein Unternehmen. Nachdem das Unternehmen, das nun Compagnie Générale des Éstablissements Pathé Frère Phonographes & Cinématographes heißt, mit dem Pathé-Journal die Kinowochenschau erfunden hatte, begann French Pathé mit der Produktion der Wochenschau. Die französische Pathé begann 1908 mit der Wochenschau und eröffnete 1910 ein Wochenschau-Büro in der Wardour Street in London.
Die Wochenschauen wurden im Kino gezeigt und waren bis 1928 stumm. Sie liefen zunächst etwa vier Minuten und wurden vierzehntäglich herausgegeben. In der Anfangszeit wurden die Kameraaufnahmen aus einer unbeweglichen Position heraus gemacht, aber die Pathé-Wochenschauen hielten Ereignisse wie Franz Reichelts tödlichen Fallschirmsprung vom Eiffelturm oder die tödliche Verletzung der Suffragette Emily Davison durch ein Rennpferd beim Epsom Derby 1913 fest.
Während des Ersten Weltkriegs hießen die Kinowochenschauen „Pathé Animated Gazettes“ und machten den Zeitungen zum ersten Mal Konkurrenz. Nach 1918 begann British Pathé mit der Produktion einer Reihe von Kinomagazinen, in denen die Wochenschauen viel länger und umfangreicher waren. Bis 1930 berichtete British Pathé über Nachrichten, Unterhaltung, Sport, Kultur und weitere Themen in Programmen wie Pathétone Weekly, Pathé Pictorial, Gazette und Eve’s Film Review.
Im Jahr 1927 verkaufte das Unternehmen British Pathé (sowohl die Spielfilm- als auch die Wochenschauabteilung) an First National. (Die französischen Pathé-Nachrichten wurden bis 1980 weitergeführt, und die Bibliothek ist heute Teil der Gaumont-Pathé-Sammlung). Pathé wechselte 1933 erneut den Besitzer, als es von British International Pictures übernommen wurde, das später als Associated British Picture Corporation bekannt wurde. 1958 wurde es erneut an Warner Bros. verkauft und wurde zu Warner-Pathé. Im Februar 1970 stellte Pathé schließlich die Produktion der Kinowochenschau ein, da das Unternehmen nicht mehr mit dem Fernsehen konkurrieren konnte.

## Digitalisierung
Die Bibliothek selbst wurde zusammen mit Associated British Picture an EMI Films und anschließend an andere Unternehmen verkauft, darunter The Cannon Group (die die Spielfilm- und Wochenschauabteilungen aufspaltete) und der Daily Mail and General Trust, bevor sie 2009 als eigenständige Abteilung wiederbelebt wurde. Die Spielfilmabteilung ist heute Teil von StudioCanal und hat keine Verbindung zu Pathé, dem französischen Unternehmen und ursprünglichen Mutterkonzern von British Pathé. Im Jahr 2002 wurde das gesamte Archiv mit finanzieller Unterstützung der UK National Lottery digitalisiert. Am 7. Februar 2009 eröffnete British Pathé einen YouTube-Kanal für sein Wochenschau-Archiv. Im März 2010 startete British Pathé sein Archiv als Online-Unterhaltungsseite neu und machte Pathé News zu einem Service für die Öffentlichkeit und die Rundfunkindustrie. Im April 2014 lud British Pathé die gesamte Sammlung von 85.000 historischen Filmen auf seinen YouTube-Kanal hoch, um das Archiv für Zuschauer auf der ganzen Welt zugänglich zu machen. Seit 2020 enthält das Archiv von British Pathé nun auch Material aus der historischen Sammlung von Reuters.